# Sacratae
Les  leges sacratae o lleis sagrades van ser les que es van aprovar quan es va establir la República Romana per declarar inviolables (sacer) alguns càrrecs i en concret als tribuns de la plebs.
La primera llei sagrada anomenada Horatia de magistratibus declarava "sagrats" (sacrosanti) els tribuns de la plebs i es va establir l'any 449 aC, i castigava amb la pena de mort a qui violés la seva persona. Els seus béns es dedicarien a la deessa Ceres, segons Titus Livi, que també diu que els magistrats plebeus també eren sacrosanti en virtut de les lleis Valeriae et Horatiae. Sext Pompeu Fest diu: «Són lleis que estableixen que tot aquell que actuï en contra de les seves prescripcions serà sacrificat a un dels déus, amb la seva família i el seu patrimoni. Alguns autors argumenten que s'anomenen sagrats perquè es van promulgar al Mons Sacer». Dionís d'Halicarnàs diu que els plebeus van jurar aquesta llei amb un ritual anomenat sacramentum, que era el mateix que usaven els soldats al jurar fidelitat.
Una segona llei sagrada, la Lex Icilia de tribunis de l'any 492 aC, aprovada a proposta del tribú de la plebs Espuri Icili, prohibia contradir o interrompre a un tribú mentre parlava al poble, i imposava a l'infractor una multa que havia de determinar el mateix tribú junt amb els seus col·legues; si el culpable no podia pagar havia de presentar fiadors i si no ho feia podia ser condemnat a mort i a la confiscació de tots els seus béns.
La inviolabilitat dels tribuns de la plebs no va ser totalment reconeguda pels patricis fins a l'any 471 aC, quan la llei Publilia de plebiscitis va determinar que les eleccions dels magistrats les havien de fer els comicis tribunats.